# Thomas Neumann (Informatiker)

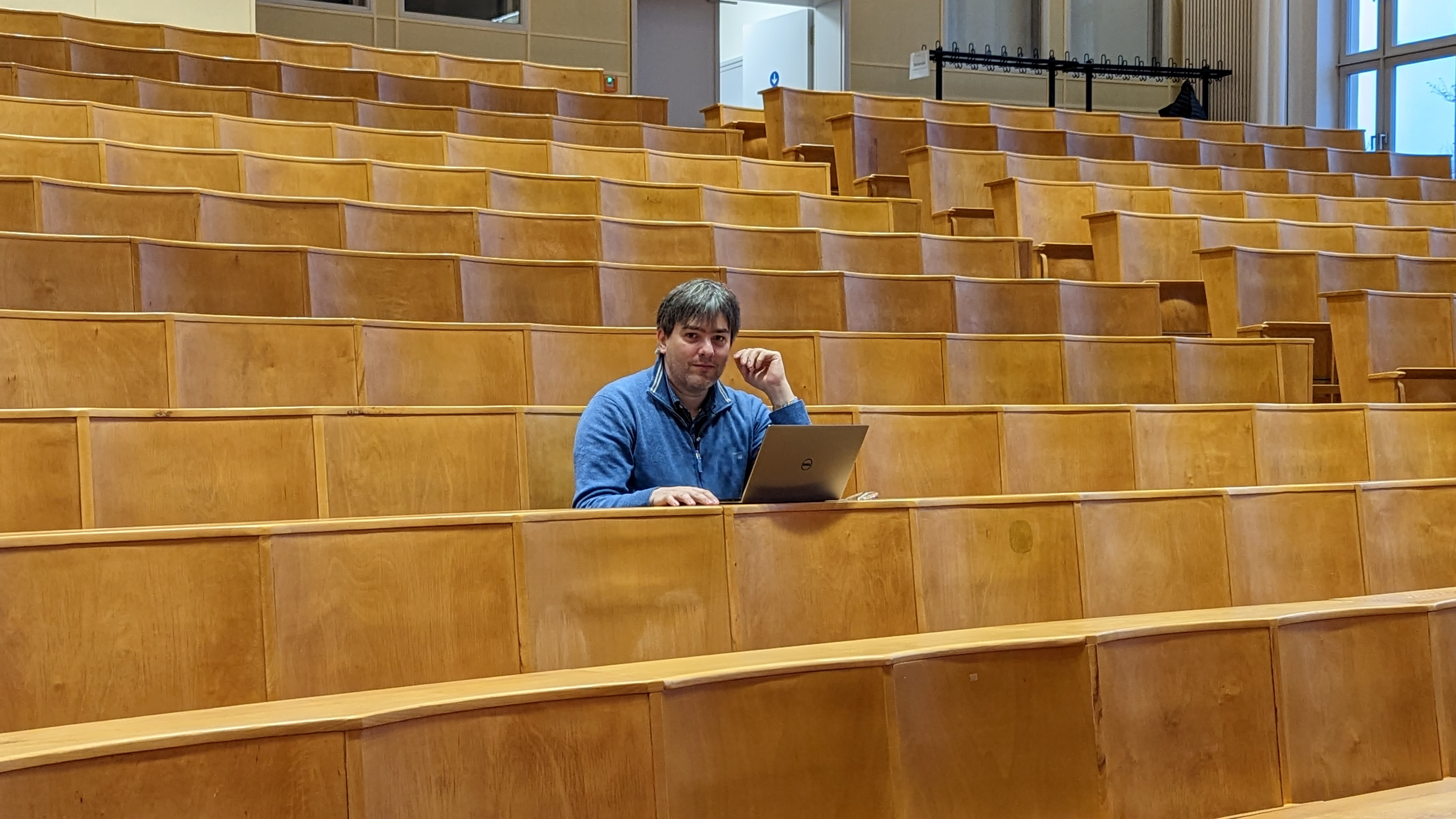
Thomas Neumann (2023)

Thomas Neumann (* 1977) ist ein deutscher Informatiker und Inhaber des Lehrstuhls Data Science and Engineering der Technischen Universität München (TUM).

## Leben und Wirken
Thomas Neumann studierte Wirtschaftsinformatik bis 2001 an der Universität Mannheim und promovierte dort 2005 summa cum laude bei Guido Moerkotte im Fach Informatik. Danach arbeitete er als Senior Researcher am Max-Planck-Institut für Informatik in Saarbrücken bei Gerhard Weikum. In der Zeit entwickelte Neumann RDF-3X, ein System für Graph-Datenbanken. 2008 nahm er eine Lehrstuhlvertretung an der Universität Heidelberg an. Er habilitierte 2010 an der Universität des Saarlandes. Im selben Jahr wurde er an die TUM als W2-Professor am Lehrstuhl für Datenbanksysteme bei Alfons Kemper berufen. 2017 folgte der Ruf als Inhaber des Lehrstuhls für Data Science and Engineering ebenfalls an der TUM.
Seine Forschungsgebiete sind die Anfrageoptimierung und die effiziente Anfrageverarbeitung durch Just-in-time-Kompilierung. Im Rahmen dieser Forschung entwickelte er das Hauptspeicherdatenbanksystem HyPer, das 2016 an Tableau Software verkauft wurde, und dessen Nachfolgesystem Umbra. Für seine Arbeiten zu HyPer wurde er von der Deutschen Forschungsgemeinschaft mit dem Gottfried Wilhelm Leibniz-Preis ausgezeichnet.

## Auszeichnungen
- 2021 VLDB Test of Time Award[5]
- 2021 ICDE Ten-Year Influential Paper Award[6]
- 2020 Gottfried Wilhelm Leibniz-Preis[7]
- 2016 ERC Consolidator Grant[8]
- 2014 Early Career Award der VLDB Konferenz[9]
- 1994 Internationale Informatik-Olympiade Gold Medaille[10]